# Ивановская (Климушинский сельсовет)
Ивановская — деревня в Верховажском районе Вологодской области.
Входит в состав Нижне-Важского сельского поселения (до 2015 года входила в Климушинское сельское поселение), с точки зрения административно-территориального деления — в Климушинский сельсовет.
Расстояние по автодороге до районного центра Верховажья — 7,5 км, до деревни Климушино — 2,5 км. Ближайшие населённые пункты — Леоновская, Вахрушево, Климушино, Боровина, Самово.
По переписи 2002 года население — 4 человека.